# كريستيان سوليناس
كريستيان سوليناس هو سياسي إيطالي، ولد في 2 ديسمبر 1976 في كالياري في إيطاليا. نشط حزبياً في Sardinian Action Party ‏. وقد انتخب رئيس سردينيا ‏ (20 مارس 2019 – ) وانتخب عضو مجلس الشيوخ الإيطالي ‏ خلال فترته النيابية ‏ (16 مارس 2018 – ).